# 火の国の女
「火の国の女」（ひのくにのおんな）は、1991年4月12日に発売された坂本冬美の8枚目のシングル。

## 概要
TBSテレビ系「第33回日本レコード大賞」最優秀歌唱賞（歌謡曲・演歌部門）受賞曲。同日の「第42回NHK紅白歌合戦」に4年連続4回目の出場を果たした。

## 収録曲
1. 火の国の女
  - 作詞：たかたかし／作曲：猪俣公章／編曲：京建輔
2. 男の艶歌
  - 作詞：なかにし礼／作曲：猪俣公章／編曲：馬場良